# Pere d'Om
Pere d'Om (Sabadell, segle xiv) fou un propietari català. Apareix documentat el 1354 com a propietari d'un molí draper a l'Horta Major de Sabadell, un dels primers molins dedicats exclusivament a la draperia, especialment al batanatge per a l'acabat de les peces. El molí de Pere d'Om havia estat propietat dels Botet, el 1339, però no se sap si aleshores ja tenia aquesta exclusivitat tèxtil.